# Base navale de Rota
Naval Station Rota
La base navale de Rota (en anglais : Naval Station Rota (NAVSTA Rota) et en espagnol : Base Naval de Rota) est une base navale et base aérienne hispano-américaine commandée par un contre-amiral espagnol. Située à Rota dans la province de Cadix, elle est la plus grande communauté militaire américaine en Espagne, abritant du personnel de l'US Navy et de l'US Marine Corps. Il y a aussi de petits contingents de l'US Army et de l'US Air Force sur la base.

## Historique
La base navale de Rota est utilisée depuis 1953, lorsque le dictateur espagnol Francisco Franco a renforcé les relations avec les États-Unis dans le but d'assouplir les sanctions internationales imposées par les Nations unies depuis 1945. L'installation couvre désormais plus de 24 km2 sur la rive nord de Cadix, une zone reconnue pour son importance maritime stratégique au cours des siècles.
Le chef des opérations navales a déployé le 16e escadron de sous-marins (SUBRON 16) à Rota le 28 janvier 1964 et s'est embarqué sur l'USS Proteus (en). Le sous-marin USS Lafayette (en) a terminé sa première patrouille de dissuasion de missiles balistiques de la flotte avec le missile Polaris. Au début des années 1970, les sous-marins affectés à SUBRON 16 achevaient leur conversion au missile Poséidon. Cette transition a été achevée lorsque l'USS Francis Scott Key (SSBN-657) est revenu à Rota le 14 janvier 1974. Les négociations du traité entre l'Espagne et les États-Unis en 1975 ont abouti à un retrait prévu de SUBRON 16 d'Espagne, et le chef des opérations navales a ordonné des études pour sélectionner un nouveau site sur la côte est des États-Unis. Le Sénat américain a ratifié le traité en juin 1976 ; il a appelé au retrait de l'escadron d'Espagne d'ici juillet 1979. En novembre 1976, le secrétaire de la Marine a annoncé que la base navale de Kings Bay en Géorgie, était ce nouveau site pour les sous-marins.

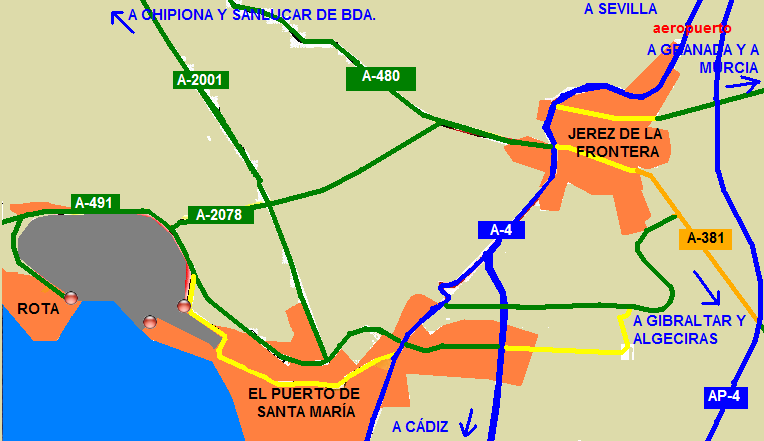
Base navale de Rota

À son apogée au début des années 1980, NAVSTA Rota abritait 16 000 marins et leurs familles, y compris deux escadrons d'aviation déployés en permanence à l'avant, l'escadron de reconnaissance aérienne de la flotte deux (VQ-2 (en)) et l'escadron de soutien logistique de la flotte vingt-deux (VR-22). VQ-2 était basé à Rota de 1959 à 2005, date à laquelle il a déménagé à la Naval Air Station Whidbey Island, Washington. Le VR-22 équipé du C-130F Hercules était basé à Rota de 1982 jusqu'à son inactivation en 1993. Au début des années 1990, un escadron de patrouille d'avions P-3 Orion basé aux États-Unis serait également réparti entre NAVSTA Rota et l'installation aéronavale de la base aérienne de Lajes aux Açores pour suivre les navires et sous-marins soviétiques dans l'océan Atlantique et en Méditerranée. Les escadrons de patrouille faisaient tourner cette affectation de déploiement à Rota et Lajes tous les six mois et étaient complétés par des escadrons de patrouille de la Réserve aérienne navale pour des durées plus courtes sur une base périodique.

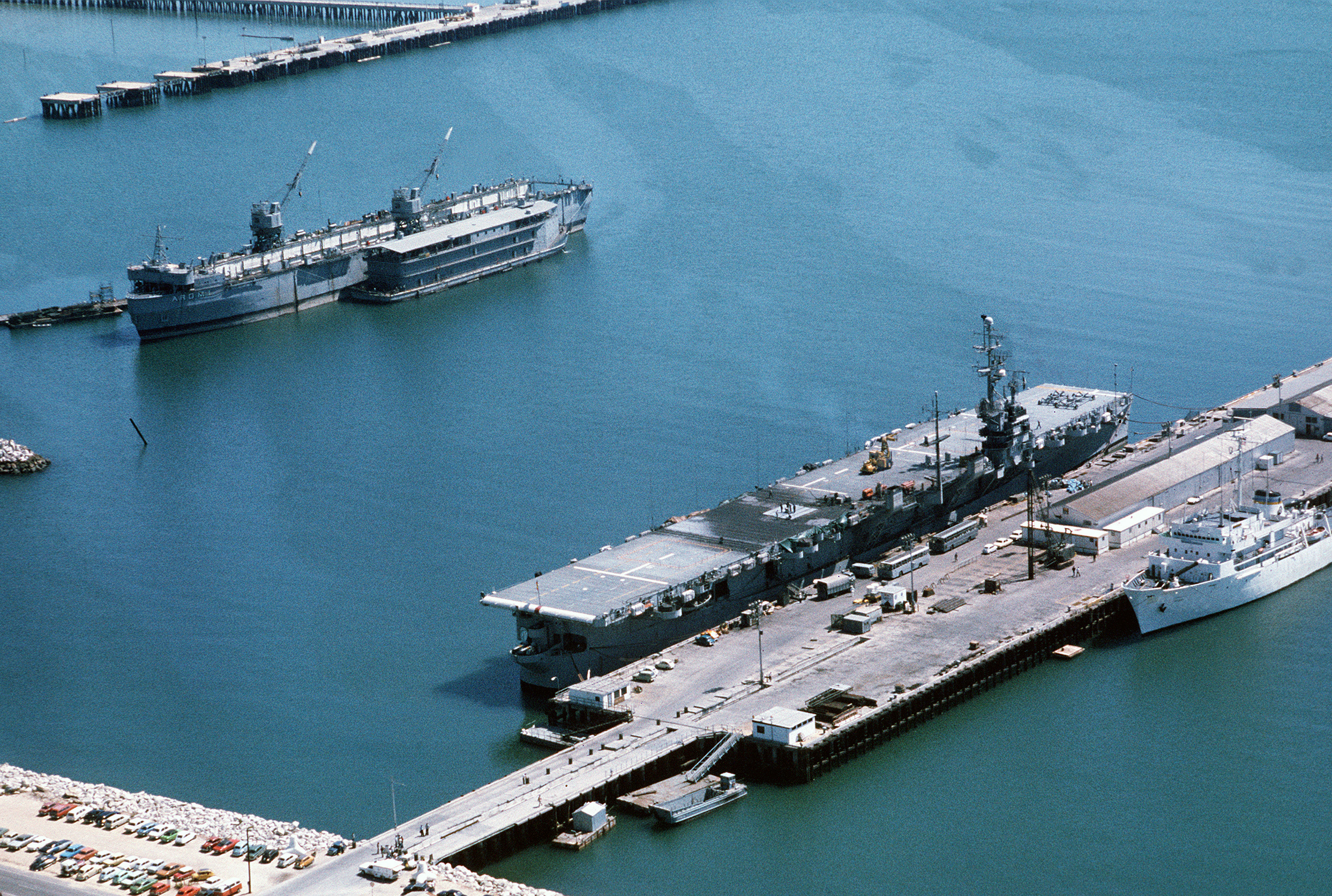
Le porte-avions de la marine espagnole Dédalo (R01) amarré à un quai de la base navale de Rota en 1976

Avec la réduction des effectifs de l'US Navy à la fin des années 1980 et au début des années 1990, en particulier après la fin de la guerre froide, la population de la base a considérablement diminué. La marine américaine entretient environ 21 km2 du complexe de 24 km2. Il y a environ 4 000 Américains à Rota, y compris des militaires, des civils et leurs familles.

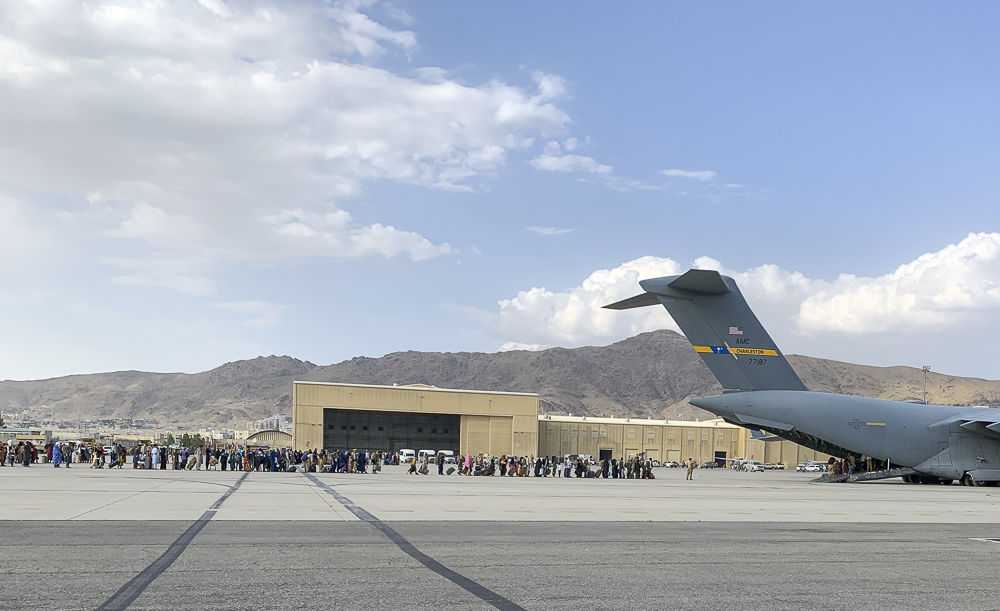
Opération Alliés Refuges

Alors que la marine américaine commençait à réduire sa présence, l'USAF a réalisé le potentiel de l'aérodrome en tant qu'arrêt de ravitaillement dans les déploiements au Moyen-Orient. Rota a été utilisé par les avions C-5 Galaxy et C-141 Starlifter pendant la guerre du Golfe en 1991. Plus tard, les États-Unis sont convenus avec l'Espagne d'améliorer les installations de la base aérienne afin qu'elle puisse gérer davantage d'opérations d'avions-cargos.
En avril 2011, le commandant de la garnison de la marine américaine à la base, le capitaine William F. Mosk, a été relevé de ses fonctions et réaffecté lors d'une enquête sur la consommation de drogues illégales par des militaires américains dans l'installation. Le contre-amiral Tony Gaiani a relevé Mosk pour « avoir perdu confiance en sa capacité à commander », en particulier pour gérer les problèmes liés à l'enquête.
Le 5 octobre 2011, le secrétaire américain à la Défense a annoncé que l'US Navy stationnerait quatre navires de guerre équipé du système de combat Aegis à Rota pour renforcer sa présence en mer Méditerranée et renforcer la défense antimissile de l'OTAN dans le cadre du système de défense antimissile de l'OTAN. Depuis 2015, quatre destroyers américains, dont l'USS Arleigh Burke (DDG-51), l'USS Ross (DDG-71), l'USS Porter (DDG-78) et l'USS Roosevelt (DDG-80) sont déployés en permanence vers la base navale de Rota dans le cadre du système de défense antimissile.
En 2021, la base a temporairement accueilli des milliers de réfugiés afghans transportés par le pont aérien de Kaboul en 2021.
- Opération Allies Refuge

## Occupants et port d'attache
La base est utilisée conjointement par l'Espagne et les États-Unis. Il reste sous pavillon espagnol et est commandé par un vice-amiral espagnol. Alors que la marine espagnole est responsable de la sécurité extérieure de la base, les deux marines sont chargées de la sécurité intérieure. NAVSTA Rota est techniquement une installation locataire de la base de la marine espagnole de Rota. En conséquence, certaines coutumes militaires américaines ne sont pas respectées, telles que l'affichage d'un drapeau américain, qui n'est autorisé que lors de la célébration annuelle du 4 juillet ou occasionnellement en berne en signe de respect avec l'autorisation ad hoc du Amiral espagnol.

### Marine espagnole
La base abrite le quartier général de la flotte et la force d'action navale, ainsi que les principales unités opérationnelles de la Marine :

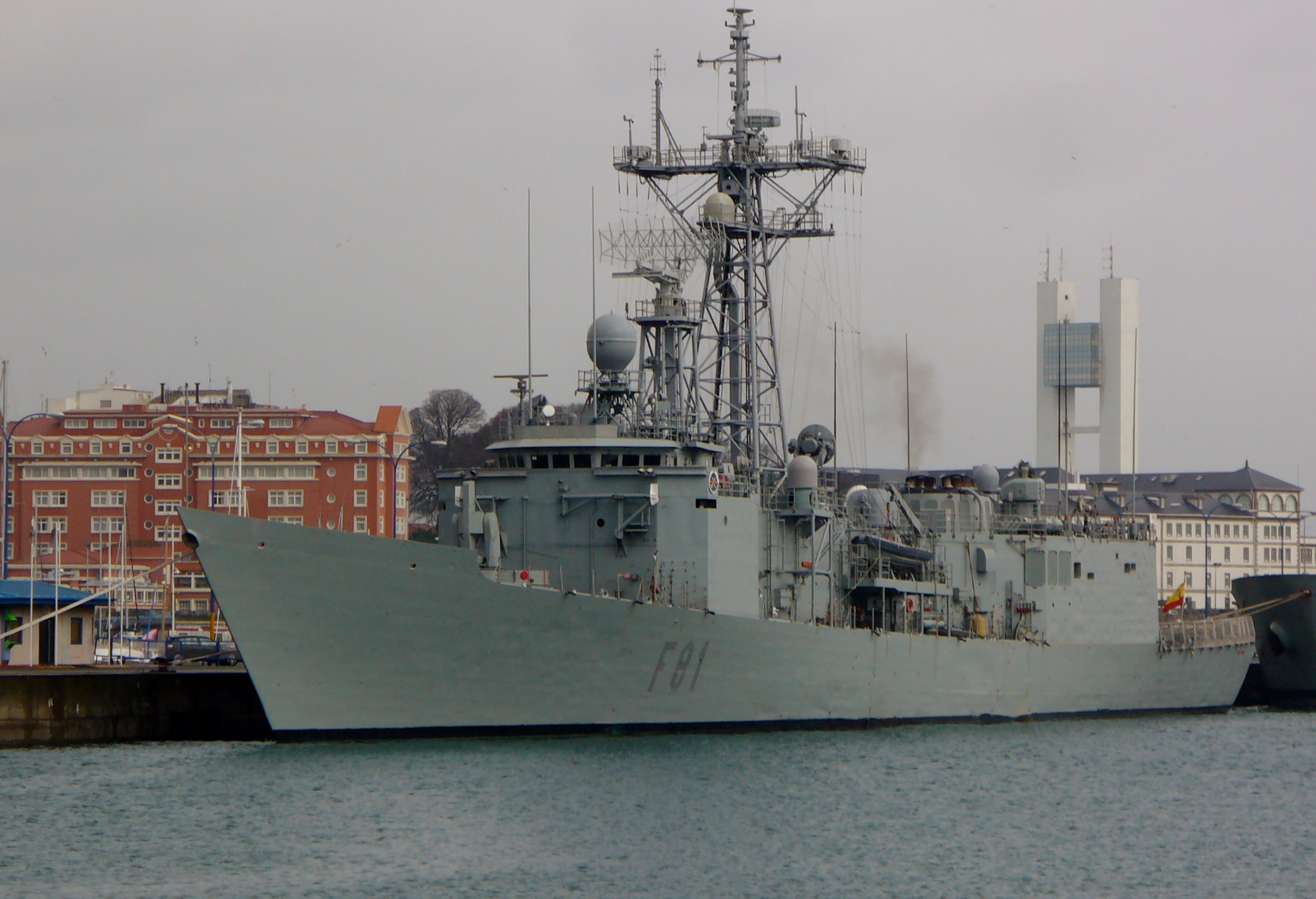
Frégate Santa Maria

Groupe 2 d'action navale :
- LHD Juan Carlos Ier (L-61)
- LPD SPS Galicia(L51)
- LPD SPS Castilla (L52)

41e escadron d'escorte :
- Frégate Santa María (F81)
- Frégate Victoria (F82)
- Frégate Numancia (F83)
- Frégate Reina Sofía (F-84)
- Frégate Navarra (F85)
- Frégate Canarias (F86)

### Marine américaine
La base de Rota fournit un soutien aux navires américains et de l'OTAN ; soutient le mouvement sûr et efficace des vols et des passagers de l'US Navy et de l'US Air Force ; et fournit du fret, du carburant et des munitions aux unités de la région. La base navale est la seule base en Méditerranée capable de prendre en charge l'Amphibious ready group (en). Le port offre également des installations de maintenance et de chargement arrière. La base fournit également un soutien de qualité de vie à la base aérienne de Morón, aux sites de soutien ARG à Palma de Majorque, au siège de l'OTAN à Madrid et au Strategic sealift ships (en).
La mission des forces américaines à Rota, ainsi que d'autres installations de la marine américaine en Méditerranée telles que la base aérienne de Sigonella et la base aérienne de Souda, est de fournir un soutien en matière de commandement, de contrôle et de logistique aux forces opérationnelles américaines et de l'OTAN : aérodromes d'avion de patrouille maritime, liaisons aériennes pour le transport aérien stratégique et la mobilité de l'US Air Force à l'appui du Commandement des forces des États-Unis en Europe (EUCOM), de l'United States Central Command (CENTCOM) et des opérations de l'African Contingency Operations Training and Assistance (en) sous CENTCOM, EUCOM et l'évolution du Commandement des États-Unis pour l'Afrique (AFRICOM).
Commandement et force déployée :
- Destroyer Squadron 60 (en) (COMDESRON 60)
  - USS Arleigh Burke (DDG-51)[5]
  - USS Ross (DDG-71)
  - USS Porter (DDG-78)
  - USS Roosevelt (DDG-80)

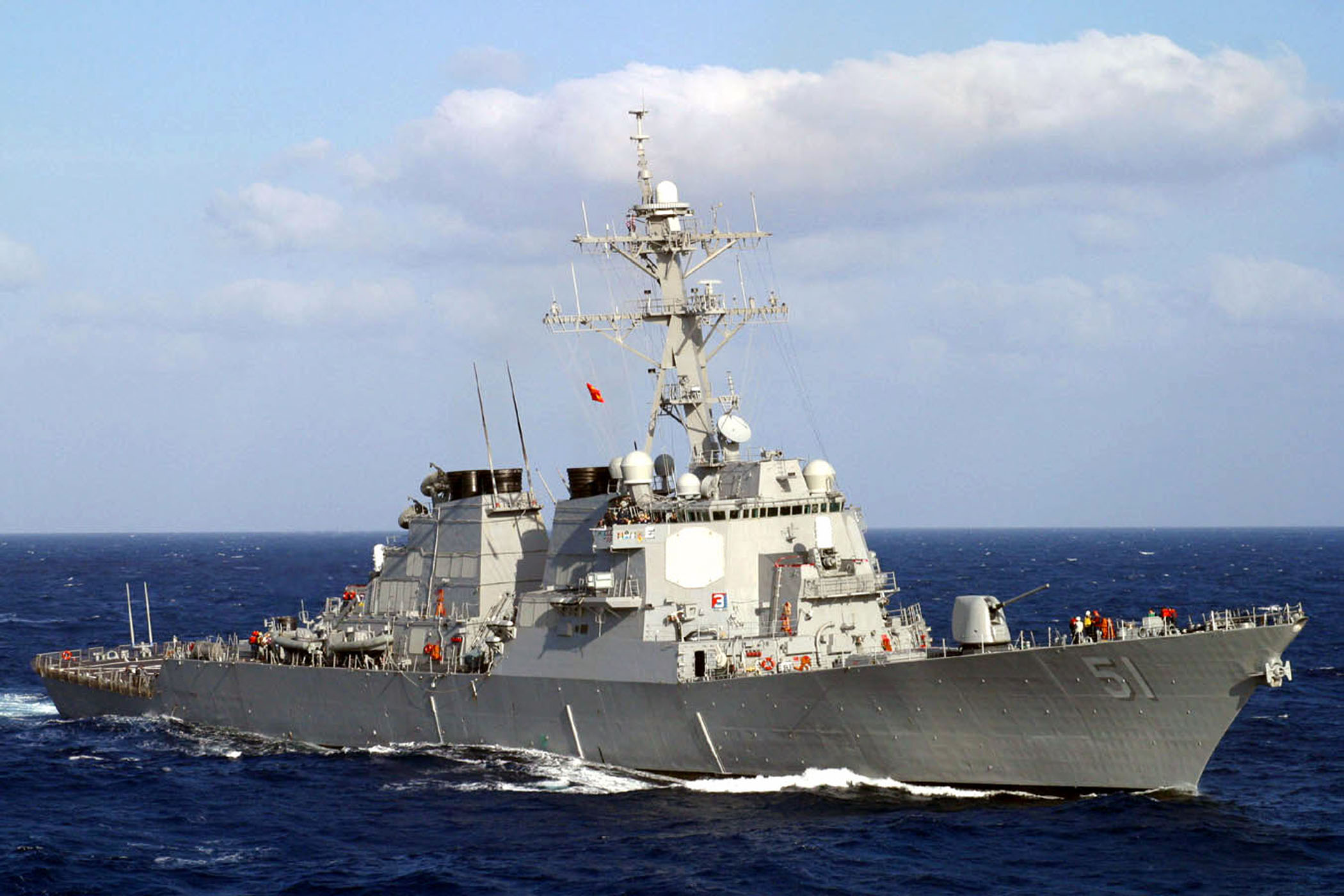
USS Arleigh Burke

- Explosive ordnance disposal (United States Navy) (en)
- HSM-79 (en)) Griffins (79e Escadron d'hélicoptères d'attaque maritime) équipé du Sikorsky MH-60R Seahawk[6]

### Quartier général opérationnel de la force navale de l'UE
Le quartier général opérationnel (OHQ) de la force navale de l'Union européenne a déménagé du Northwood Headquarters, au Royaume-Uni, à Rota et à Brest, en France, le 29 mars 2019. L'opération Atalante de l'UE est commandée depuis la base navale de Rota.
C'est dans ce cadre qu'a eu lieu une TM  pour  training mission entre le 16 et le 22 octobre  2023, LIVEX pour tester en grandeur nature ce que pourrait être la capacité de déploiement rapide de l’UE. Elle impliquait dix neuf états et étaient, ici, rassemblé 2 800 soldats, 25 aéronefs, 6 navires, des forces spéciales. L'annonce a été faite par Josep Borrell depuis le Juan Carlos I (L61).